# ITunes Store
iTunes Store (інтернет-магазин iTunes) — онлайн крамниця корпорації Apple Inc. що пропонує оренду/придбання відео контенту за технологією відео на вимогу та музичного контент за технологією музика на вимогу. Запуск iTunes Store відбувся 28 квітня 2003 року як сервіс музики на вимогу, але згодом до крамниці також додали опцію оренди або придбання відео контенту.

## Каталог
Інтернет-магазин iTunes Store продає такі товари:
- музика
- аудіокниги
- електронні книги
- подкасти
- відеоігри
- Програмне забезпечення для iOS

## iTunes U
Додаток iTunes U дає доступ до навчальних матеріалів.

## iTunes Store в Україні
4 грудня 2012 року iTunes Store став доступний у 56 додаткових країнах та територіях, включно з Україною. Для українських споживачів стали доступні як оренда/придбання відео контенту за технологією відео на вимогу так і оренда/придбання музичного контент за технологією музика на вимогу.
Початково в iTunes Store практично не було фільмів та серіалів з україномовним озвученням/дубляжем; однак поступово кількість відео контенту який iTunes Store пропонував українським користувачам зростала й станом на квітень 2021 року у контент-бібліотеці iTunes Store вже доступні 800 фільмів та серіалів з україномовним озвученням/дубляжем. Відповідно, станом на квітень 2021 року iTunes Store є найбільшою бібліотекою україномовного відео-контенту у світі.